# Parken är min
Parken är min (originaltitel: The Park is Mine) är en bok av Stephen Peters från 1981 och utgiven på svenska 1985 översatt av Barbro Widebäck. Boken filmatiserades 1986 som The Park is Mine med Tommy Lee Jones i huvudrollen.